# Arta Makonde
Numele de artă Makonde se referă la sculpturile din Africa de Est sau, mai rar, la picturile moderne create de meșteșugari sau artiști aparținând poporului Makonde din nordul Mozambicului și sudul Tanzaniei, despărțite de râul Ruvuma. Istoricii de artă, comercianții și colecționarii au creat acest gen de artă africană, care poate fi subdivizată în artefacte tradiționale africane sau opere artistice moderne. Acest gen poate fi urmărit încă din anii 1930, când prima expoziție documentată de artă Makonde a avut loc la Centro Cultural dos Novos din Mozambic.

## Stiluri tradiționale și contemporane
Arta Makonde poate fi împărțită în diferite stiluri. În mod tradițional, Makonde au sculptat obiecte de uz casnic seculare, figuri rituale și măști. După anii 1930, colonizatorii portughezi și alți misionari au ajuns pe platoul Mueda din nordul Mozambicului. Aceștia au arătat un mare interes și fascinație pentru sculpturile în lemn Makonde și au început să comande diferite piese, de la „eminențe” religioase la cele politice. Sculptorii Makonde, după ce au observat un asemenea interes, au decis să sculpteze noile piese, folosind pau-preto (lemn de abanos, Diospyros ebenum) și pau-rosa (Swartzia spp.) în locul lemnului moale și nerezistent pe care îl foloseau înainte. Acest prim contact cu cultura occidentală poate fi considerat a fi prima introducere a stilului clasic european în stilul tradițional Makonde. 

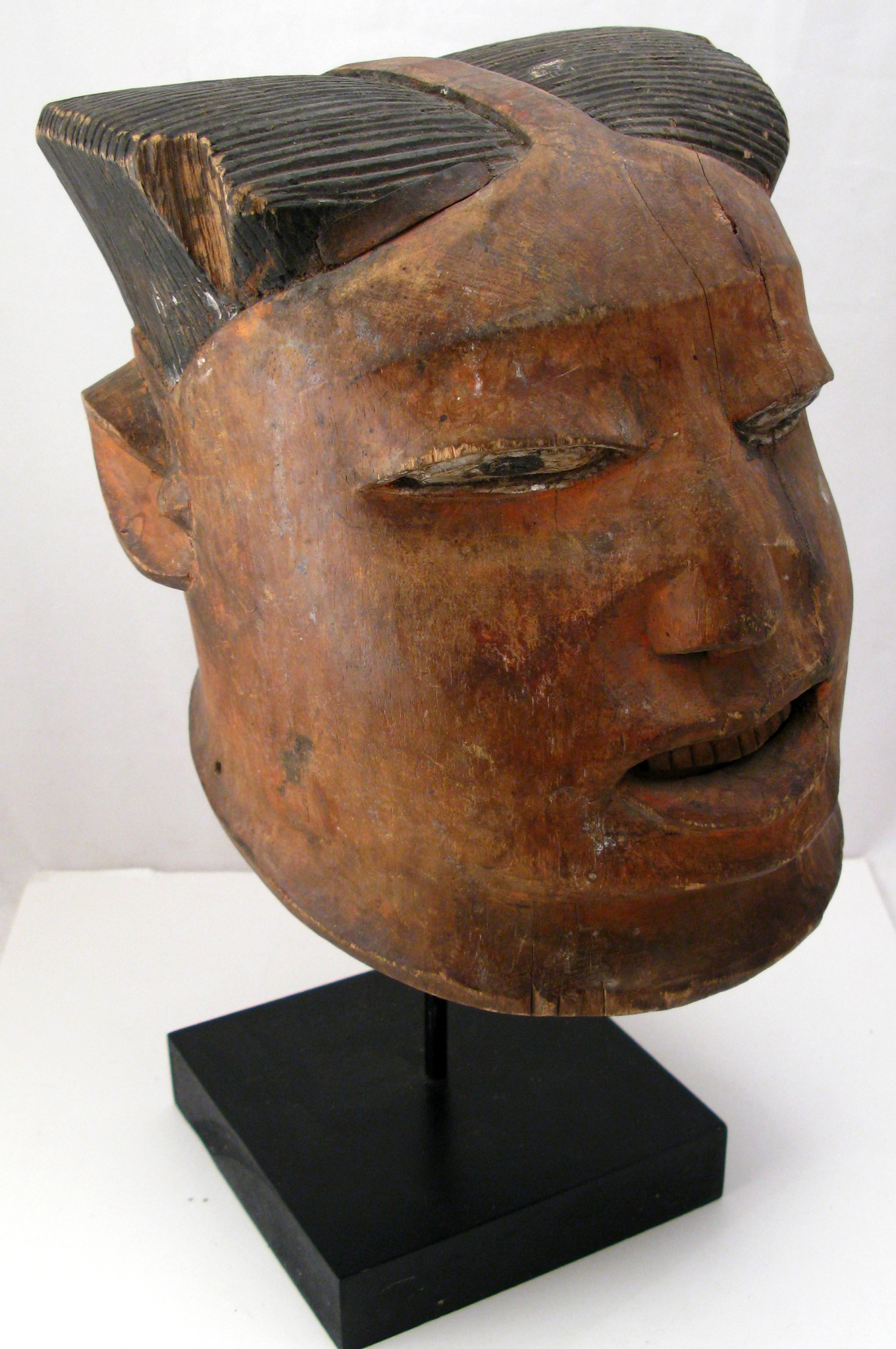
Mască tradițională Lipiko

Începând cu anii 1930, în Tanzania s-a dezvoltat așa-numita artă modernă Makonde. Un pas esențial de la sculpturile tradiționale a fost crearea unor figuri abstracte, reprezentând în principal spirite rele, numite Shetani⁠(d) în limba swahili, care joacă un rol special în credințele populare swahili. Acest stil shetani a fost creat la începutul anilor 1950 de maestrul sculptor Samaki Likankoa, al cărui patron Mohamed Peera, un curator de artă din Tanzania, a jucat un rol instrumental și decisiv în influențarea mișcării moderne de artă Makonde. Unii sculptori Makonde, dintre care cel mai cunoscut este George Lugwani, au îmbrățișat un stil complet abstract de sculptură, fără figuri vizibile. Din anii 1970, arta modernă Makonde a devenit parte a artei contemporane recunoscute la nivel internațional din Africa . Cel mai cunoscut astfel de artist a fost George Lilanga⁠(d), care a început cu sculpturi și a devenit faimos ca pictor modern.
Un gen special de artă rituală tradițională Makonde sunt măștile caracteristice Mapiko (singular:Lipiko⁠(d)), care au fost folosite în dansurile tribale care însoțesc ritualurile de maturizare, încă dinainte de contactul cu misionarii din secolul al XIX-lea. Aceste măști au fost sculptate cu minuțiozitate dintr-un singur bloc de lemn ușor (de obicei „sumaumeira brava") și pot reprezenta spirite shetani, strămoși sau personaje vii (reale sau idealizate). Dansatorii le purtau astfel încât să poată vedea prin gura măștii sau, alternativ, își fixau masca pe cap, cu masca îndreptată drept către public, atunci când se aplecau în față.

## Schimbări în secolul al XX-lea
Arta Makonde este o integrare a practicilor învechite de prelucrare a lemnului cu o cerere de sculptură în lemn din lumea modernizată. După introducerea de către trupele portugheze, în timpul Primului Război Mondial, a unor sisteme de drumuri în platourile dintre Tanzania și Mozambic, sensul tradițional al acestei practici a început să se schimbe pentru a răspunde noilor cerințe sociale și economice. Cândva un semnificant al expresiei ritualice făcute exclusiv de bărbați și ținut ascuns de femei, influențele occidentale asupra artei Makonde au schimbat cine a creat arta și din ce motive. Munca forțată și taxele portugheze au încurajat mulți oameni Makonde să extindă practicile de sculptură tradițională în lemn. O modalitate a acestei evoluții a fost exprimată prin aceste figuri. În mod tradițional, lucrurile practice, cum ar fi instrumentele și măștile ritualice, erau centrul creației. Cu toate acestea, după introducerea sistemelor de drumuri, europenii și misionarii au început să le comande oamenilor Makonde să creeze sculpturi simbolice religioase. Acest lucru a contribuit la distingerea dintre stilurile Ujamaa, Shetani și Binadamu ale artei Makonde.

## Tipuri de artă Makonde

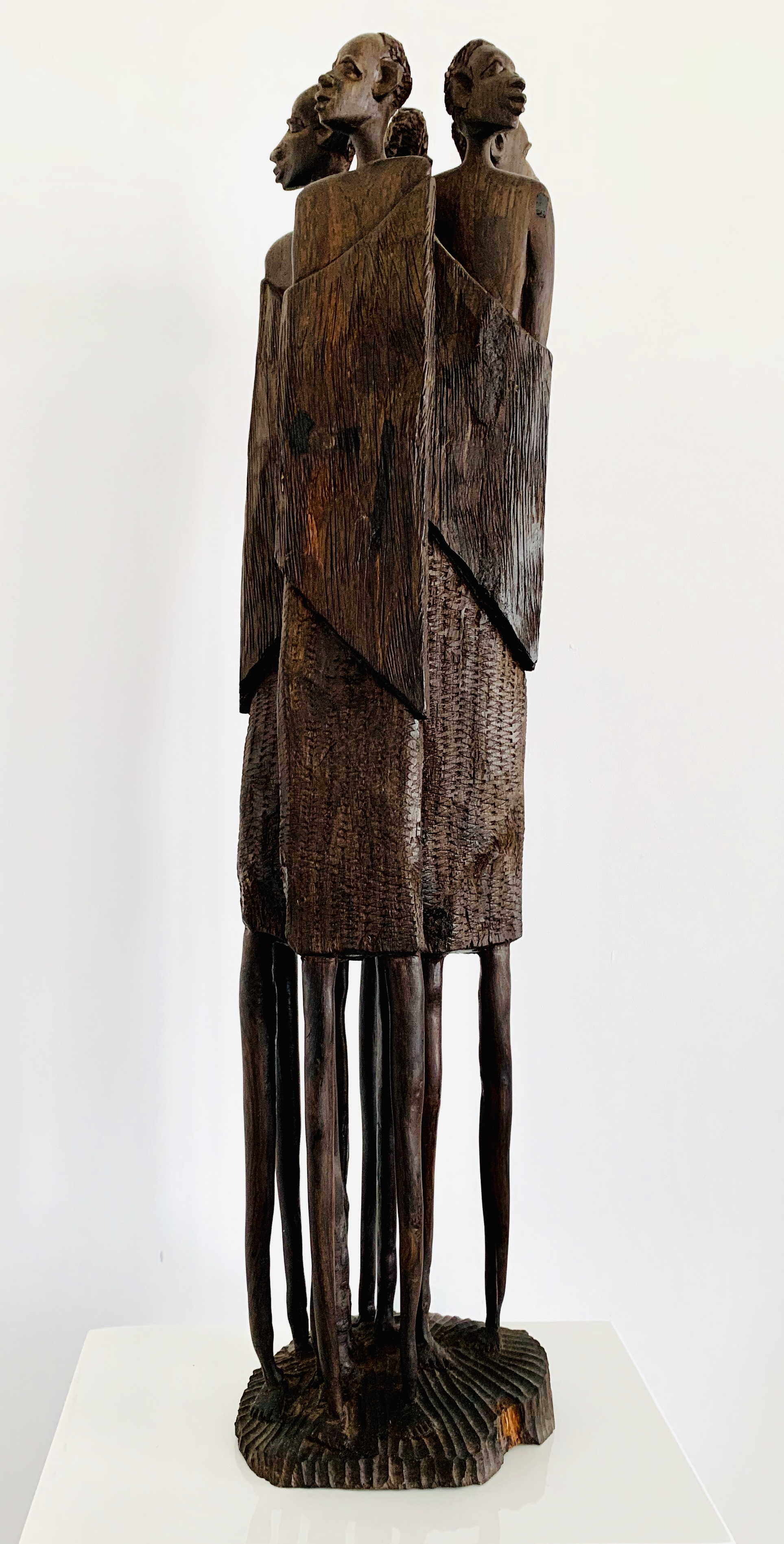
Sculptura modernă Ujamaa

### Ujamaa sau Arborele vieții
Roberto Yakobo Sangwani a părăsit Mozambicul natal și s-a îndreptat spre Tanzania în ultimii ani ai anilor 1950. Împreună cu el a adus un stil de artă Makonde cunoscut oficial sub numele de Dimoongo, adică „puterea forței” sau „arborele vieții”. În mod tradițional, aceste sculpturi înfățișau grupuri de luptători conectați care țineau în picioare un învingător. Treptat, figura principală s-a schimbat pentru a reprezenta șefi de triburi sau alte persoane în unitate cu membrii comunității sau familia. Indiferent de cine este figura centrală a unei sculpturi, organizarea acestui stil reprezintă o figură centrală, înconjurată și susținută de alte figuri. Aceste cifre exemplifică Ujamaa⁠(d) (legăturile de familie) sau relațiile din cadrul unei comunități și pun în evidență reverența subiacentă pe care Makonde o are față de strămoșii lor sau față de societate.

### Shetani

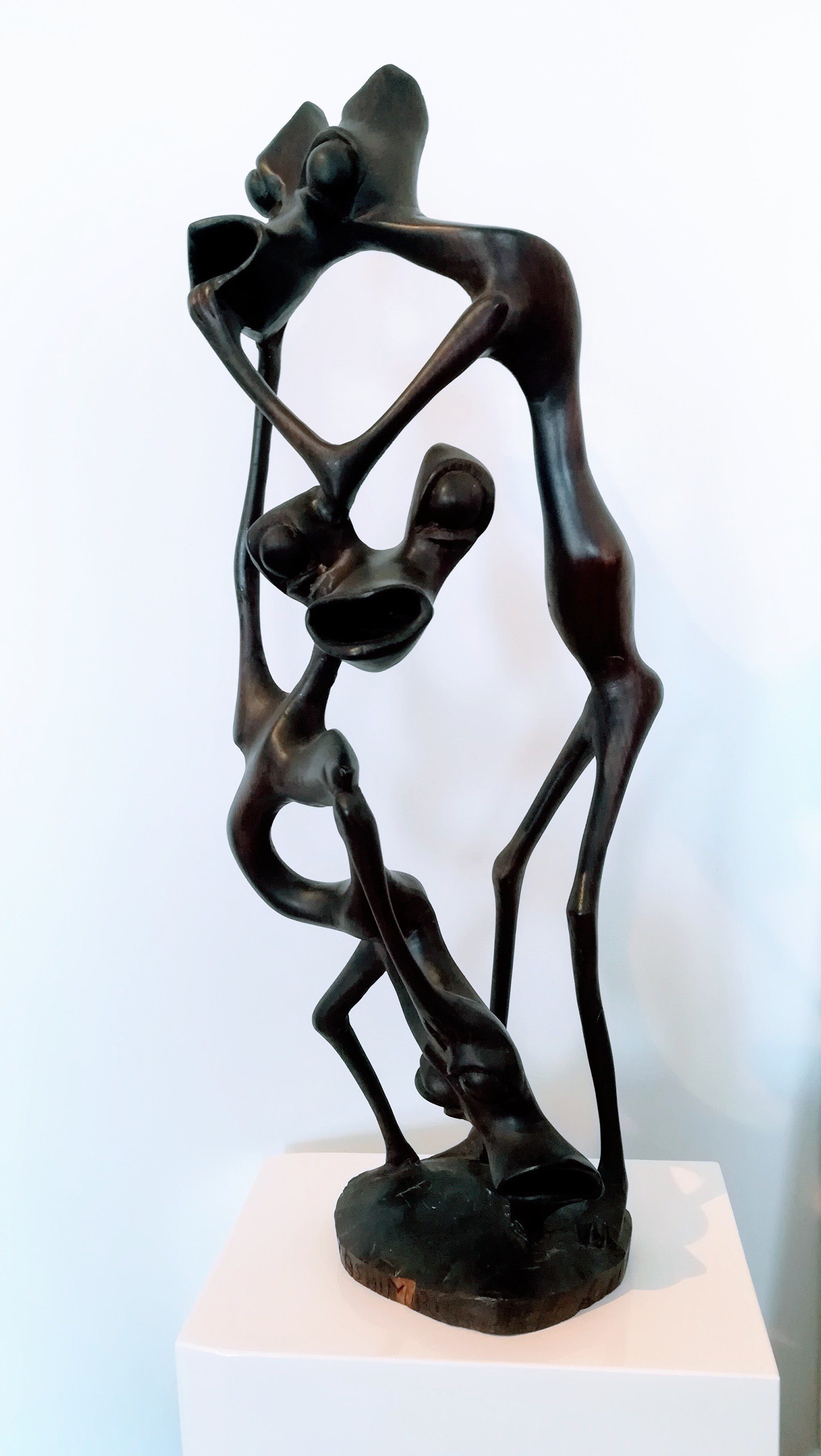
Sculptură modernă Shetani

Sculpturile în lemn în stil Shetani⁠(d) („diavolul” în swahili) sunt expresii ale mitologiei și spiritelor Makonde. Acest stil folosește apariția unor trăsături fizice din alte lumi, cum ar fi trăsături faciale sau corporale mari și distorsionate și, uneori, a unor animale, pentru a semnifica tărâmul spiritual. Se crede că esența Shetani ia cinci forme: om, mamifer, pește, pasăre și reptilă. În unele sculpturi, există, de asemenea, simboluri semnificative din punct de vedere cultural, cum ar fi sânii unei mame sau tigvele, folosite pentru a transporta apă.

### Binadamu

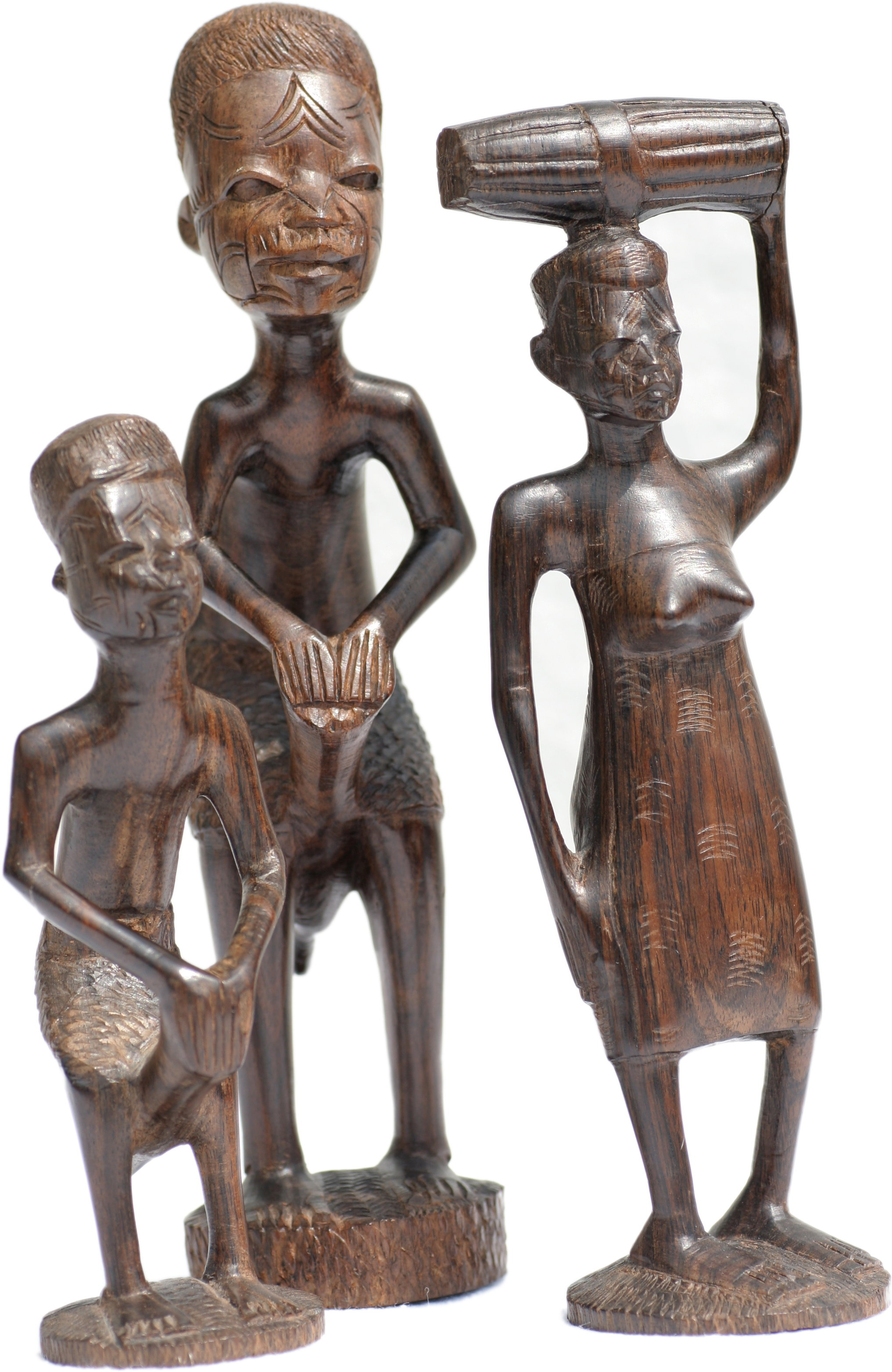
Sculpturi moderne Binadamu

Binadamu, un tip naturalist, surprinde esența rolurilor sociale Makonde. Cele mai frecvente sunt reprezentările bărbaților care fumează și ale femeilor care își îndeplinesc treburile casnice. Odată ce portughezii au intrat în contact, piața sculpturilor în lemn Makonde a înflorit în străinătate. Mulți localnici au început să acorde prioritate meșteșugului și să creeze figuri care întruchipează viața de zi cu zi a bărbaților și femeilor Makonde pentru a atrage gustul occidental.

## Ritualuri de trecere
Cu mult înainte ca sculpturile în lemn Makonde să devină de interes comercial, scopul acestei forme de artă era caracterizarea spiritelor rele în timpul ceremoniilor ritualurilor de trecere. Cele mai notabile sunt inițierile masculine la vârsta adultă, care sunt marcate de circumcizie. La începutul acestui rit, se execută un dans ritualic, Mapiko. Pe parcursul acestui dans există trei părți active: un dansator mascat care reprezintă un mort care a venit să bântuie satul, Mashapilo sau un spirit rău care caută să răspândească răul și să perturbe sănătatea și, în cele din urmă, tânărul care trece prin această tranziție la maturitate care trebuie să învingă aceste entități. Ambii dansatori mascați sunt expresii simbolice ale răului care trebuie să fie înfruntat și învins de băiat, care va deveni în curând bărbat. După acest dans, băiatul își va primi operația de la Mkukomela, sau „Ciocanul”, care conduce întregul ritual. Odată ce un băiat este circumcis, el va petrece zile departe de populația generală, alături de alți bărbați și băieți într-un adăpost numit Likumbi. În paralel cu vindecarea lor, băieții sunt învățați rolurile lor masculine în societate. Există o schimbare fizică care include învățarea de a vâna și de a îngriji pământul. Există, de asemenea, o schimbare socială în care bărbații sunt învățați cum să se alăture comunității lor ca bărbați. Bărbații sunt învățați virtuțile și morala de calitate, cum să-i privească pe bătrâni și maniera potrivită pentru relațiile sexuale. Odată ce băieții sunt vindecați, Likumbi este distrus cu foc și aceștia moștenesc nume noi. Sculpturile în lemn sunt prezente și în timpul inițierii feminine, dar într-o etapă diferită de cea a bărbaților. O fată este și ea transformată în femeie prin dansuri ritualice și izolare, însă sculpturile în lemn sunt prezente doar după ce femeia este căsătorită. Odată ce o femeie Makonde se căsătorește, ea va purta cu ea o păpușă sculptată în lemn pentru a promova fertilitatea.

## Galeria sculpturilor moderne Makonde

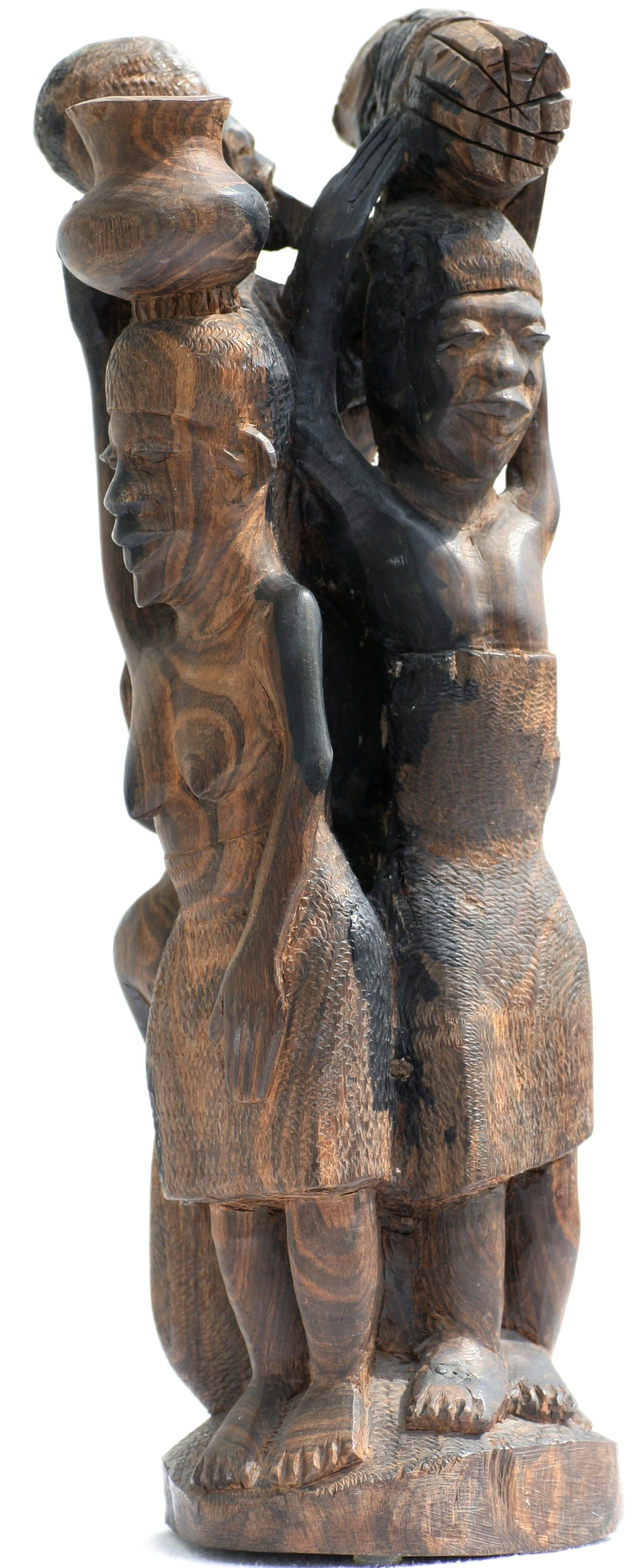
Sculptură Makonde Binadamu
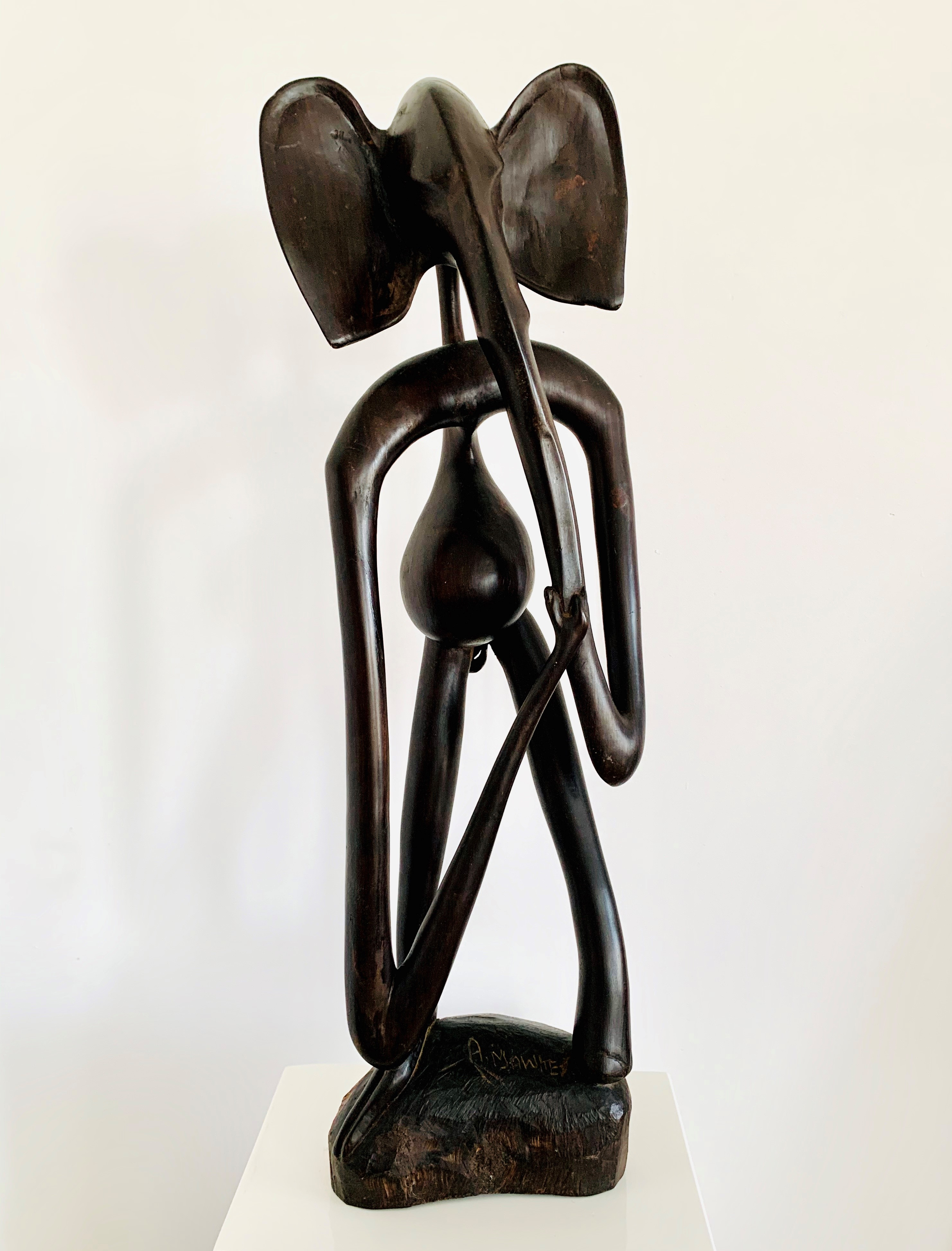
Sculptură Makonde Shetani
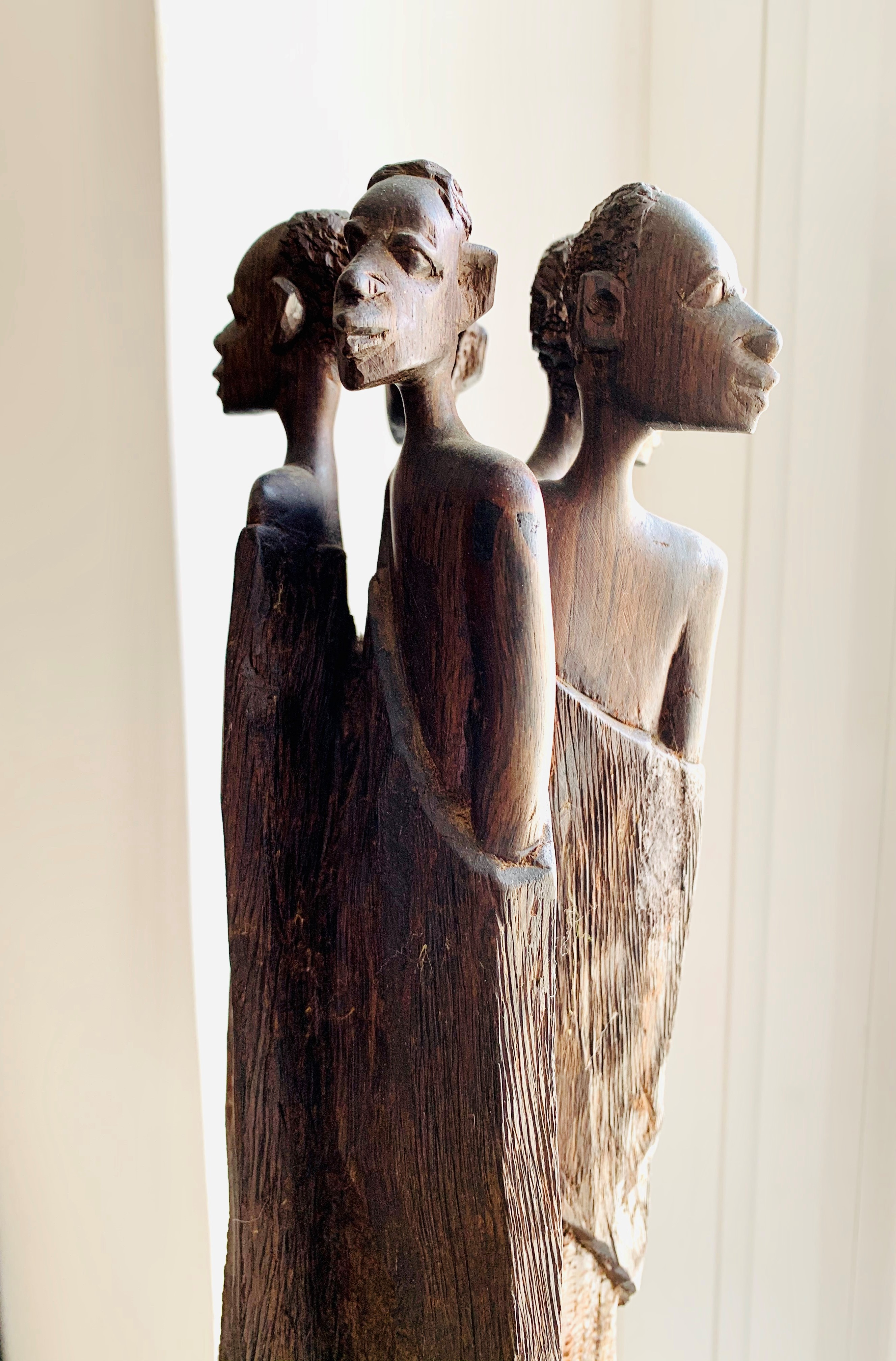
Detaliu sculptură Makonde Ujamaa
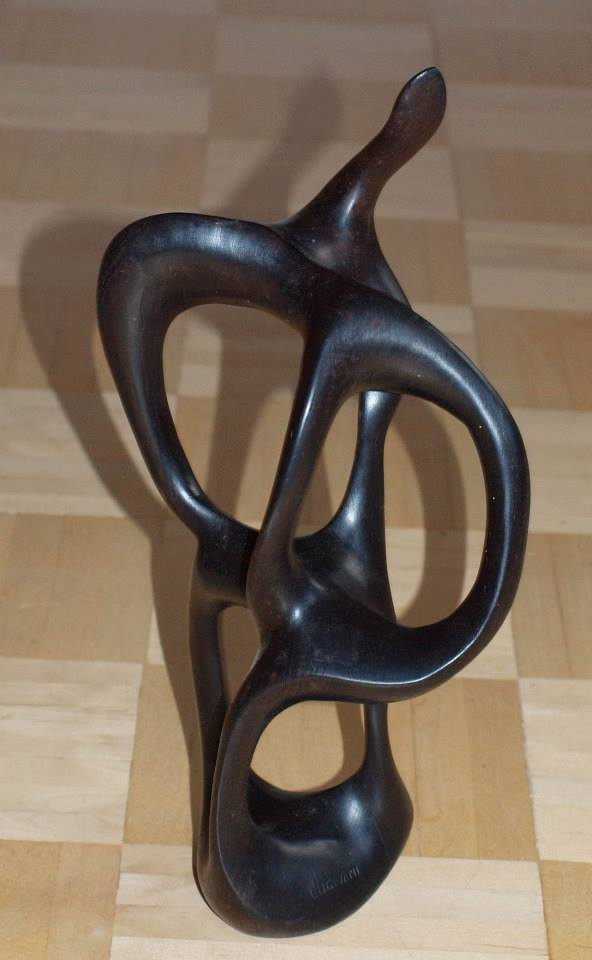
O sculptură abstractă de George Lugwani în mpingo⁠(d)

## Literatură
- Kingdon, Zachary. 2002. O mulțime de diavoli: istoria și contextul realizării sculpturii spirituale Makonde . Londra: Routledge. ISBN 0-415-27727-2
- Korn, Jorn, Jesper Kirknaes.1974. Modern Makonde Art. Londra, New York, Sydney: The Hamlyn Publishing Group Limited.ISBN: 9780600361718ISBN 9780600361718
- Mohl, Max: Capodoperele lui Makonde. 1990-97. Sculpturi de abanos din Africa de Est, o documentare foto cuprinzătoare. Vol. 1-3. Heidelberg, Germania.ISBN: 3925761578ISBN 3925761578
- Stout, JA: Modern Makonde Sculpture . 1966. Kibo Art Gallery Publications, Nairobi, Kenya.